# Plano corporal
Em zoologia, o plano corporal é a organização anatómica característica dos animais de determinado filo ou outro grupo principal.